# Jean-Bernard Dénervaud
Jean-Bernard Dénervaud (* 1943) ist ein ehemaliger Schweizer Basketballspieler.

## Werdegang
Der 1,84 Meter große Dénervaud begann im Alter von elf Jahren mit dem Basketballsport, 1967 bestritt der Aufbauspieler mit 16 seinen ersten Einsatz für die Herrenmannschaft von Fribourg Olympic. 1970 gab er seinen Einstand in der Schweizer Nationalmannschaft. Dénervaud spielte bis 1977 für Fribourg Olympic, in dieser Zeit wurde er mit der Mannschaft 1971, 1973 und 1974 Schweizer Meister. Neben den Spielen in der Nationalliga A bestritt Dénervaud mit den Üechtländern auch Europapokaleinsätze.
Nach dem Abschied von Fribourg Olympic spielte er für die Mannschaft City Fribourg, mit der ihm der Aufstieg in die Nationalliga A gelang, den Dénervaud aber nicht mitmachte, aushilfsweise dann aber doch Spiele für die Mannschaft bestritt. Später spielte er in Villars-sur-Glâne, wurde dort auch Vereinspräsident, Trainer von Jugendmannschaften und der zweiten Herrenmannschaft.
Beruflich wurde der Jurist bei der Freiburger Kantonalbank tätig, 2010 ging er in den Ruhestand.